# الدوري التونسي لكرة اليد 2001–02
الدوري التونسي لكرة اليد 2001-2002 هو الدورة 47 من الدوري التونسي لكرة اليد للرجال.
فاز بهذا الموسم النجم الرياضي الساحلي.

## روابط خارجية
- الموقع الرسمي للجامعة التونسية لكرة اليد.